# Discogorgia campanulifera
Discogorgia campanulifera is een zachte koraalsoort uit de familie Plexauridae. De koraalsoort komt uit het geslacht Discogorgia. Discogorgia campanulifera werd in 1910 voor het eerst wetenschappelijk beschreven door Nutting. 